# Geolycosa fatifera
Geolycosa fatifera är en spindelart som först beskrevs av Nicholas Marcellus Hentz 1842.  Geolycosa fatifera ingår i släktet Geolycosa och familjen vargspindlar. Inga underarter finns listade i Catalogue of Life.